# Schmittsche Karte von Südwestdeutschland

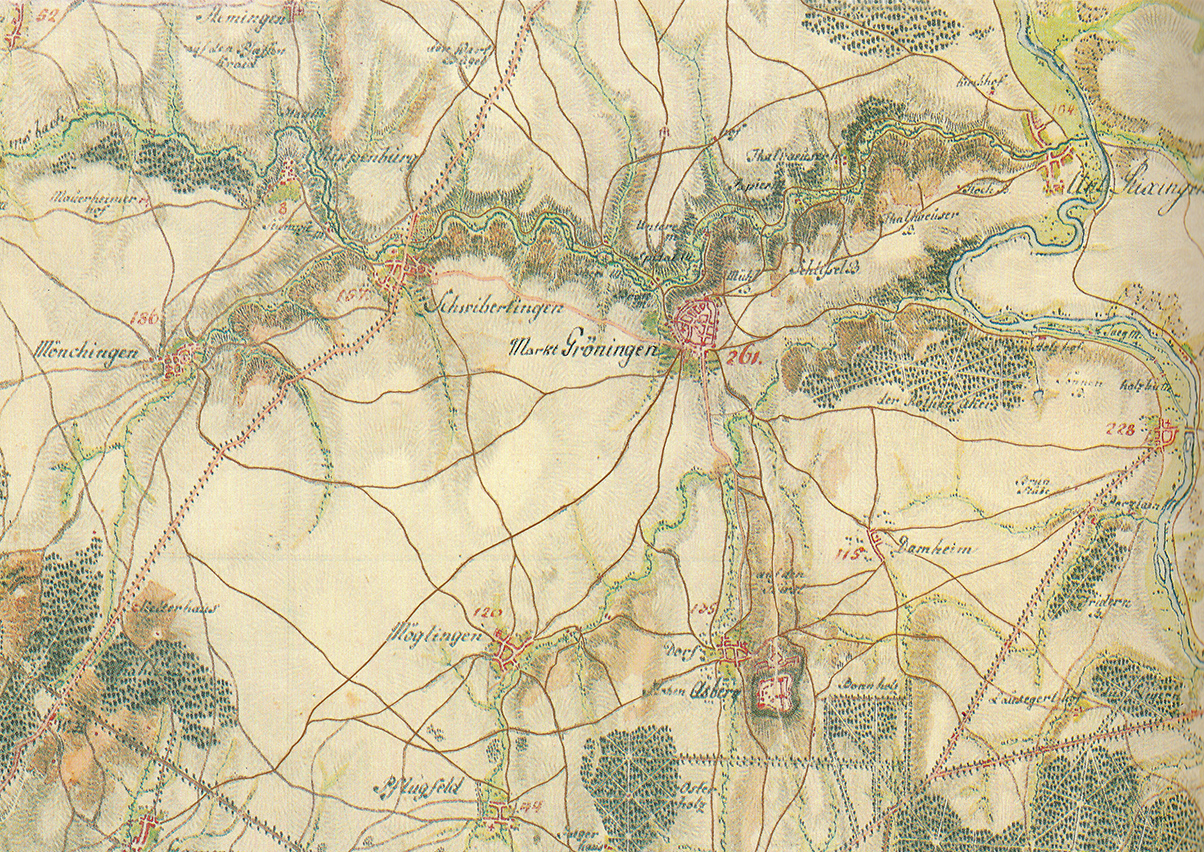
Umgebung von „Markt Gröningen“ in Württemberg (Ausschnitt aus Blatt 62 von 1797)

Die Schmitt’sche Karte von Südwestdeutschland ist ein militärisches Kartenwerk, das nach Ausbruch des ersten Koalitionskrieges gegen das revolutionäre Frankreich unter der Regie von Heinrich von Schmitt im Auftrag des deutschen Kaisers Franz II. ab 1792 erstellt wurde. Das Kartenwerk entstand im Anschluss an die Josephinische Landesaufnahme und bildet deren Abschluss.

## Geschichte
Im Frühjahr 1797 beauftragte der Reichsfeldmarschall und Erzherzog Karl von Österreich-Teschen den 1796 zum Generalquartiermeister ernannten Heinrich von Schmitt, die bestehenden Einzelblätter zu einem geschlossenen Kartenwerk zusammenzuführen und damit die Lücken im Aufmarschgebiet gegen Frankreich zu schließen. Abgebildet wurden unter anderem Salzburg, Bayern, die Pfalz, Württemberg, Baden und Hessen-Nassau. Bis 1798 wurden von einem großen Mitarbeiterstab insgesamt 198 mit Hilfe von Messtisch und graphischer Triangulation meist sorgfältig aufgenommene und handkolorierte Blätter im Maßstab 1:57.600 im Format 75 × 56 cm erstellt. Der Salzburg und Bayern betreffende Teil wurde unter Anleitung des bayerischen Oberst Adrian von Riedl erstellt, der dabei teilweise auf eigene Karten zurückgreifen konnte. Sie wurden gegen Frankreich orientiert und sind deshalb gewestet.
Aus militärischen Gründen blieben die teils sehr präzise und detailreichen, teils aber auch ungenauen Blätter des Kartenwerks unter Verschluss. Die Originale werden im Kriegsarchiv Wien aufbewahrt. Die Landesvermessungsämter geben seit den 1980er Jahren Reproduktionen heraus.